# Leon Fernando Nascimento Netto
Leon Fernando Nascimento Netto, o simplemente Leon Netto (n. Río de Janeiro, Brasil, 15 de septiembre de 1988), es un portero brasileño que milita en el Puntarenas FC de la Primera División de Costa Rica. Netto ha militado en clubes de Brasil, Inglaterra, Estonia, Paraguay y ahora en Costa Rica.

## Clubes
| Club          | País       | Año               |
| ------------- | ---------- | ----------------- |
| Santos FC     | Brasil     | 2002 - 2005       |
| Mesquita      | Brasil     | 2006              |
| Boavista      | Brasil     | 2006              |
| Atlético Rio  | Brasil     | 2007              |
| Guanambi      | Brasil     | 2008              |
| Nõmme Kalju   | Estonia    | 2009              |
| Bacup Borough | Inglaterra | 2009              |
| 3 de Febrero  | Paraguay   | 2010 - 2012       |
| Puntarenas FC | Costa Rica | 2012 - Actualidad |